# Лігота-Велика (Ниський повіт)
Лігота-Велика (пол. Ligota Wielka, нім. Ellguth) — село в Польщі, у гміні Отмухув Ниського повіту Опольського воєводства.
Населення — 341 особа (2011).
У 1975-1998 роках село належало до Опольського воєводства.

## Демографія
Демографічна структура станом на 31 березня 2011 року:
|          | Загалом | Допрацездатний вік | Працездатний вік | Постпрацездатний вік |
| -------- | ------- | ------------------ | ---------------- | -------------------- |
| Чоловіки | 156     | 29                 | 113              | 14                   |
| Жінки    | 185     | 40                 | 109              | 36                   |
| Разом    | 341     | 69                 | 222              | 50                   |